# Карликовые белки
Карликовые белки (лат. Microsciurus) — род грызунов семейства беличьих (Sciuridae). Содержит 4 вида.

## Ареал и места обитания
Обитают в тропических регионах Центральной и Южной Америки, где живут в дождевых лесах.

## Биологическое описание
Имея длину головы и тела 15 см и хвост длиной 12 см, карликовые белки вовсе не такие маленькие, как показывает их название; их едва ли можно назвать меньше рыжих или серых белок. Белка-крошка, например, значительно меньше, чем карликовые белки. Карликовые белки имеют серую или коричневую спинку и белое брюшко.

## Охрана
Видам данного рода опасность не угрожает, однако встречаются они редко, так как они очень застенчивы и ведут скрытую жизнь.

## Таксономия
В настоящее время общепризнано 4 вида в составе данного рода, однако последние исследования ДНК показали, что такая система содержит ряд неточностей.
- Центральноамериканская карликовая белка, Microsciurus alfari Allen, 1895: Коста-Рика, Никарагуа, Панама, Северная Колумбия
- Амазонская белка, Microsciurus flaviventer Gray, 1867: запад Амазонской низменности
- Западная карликовая белка, Microsciurus mimulus Thomas, 1898: Эквадор, Колумбия, Панама
- Сантадерская белка, Microsciurus santanderensis Hernández-Camacho, 1957: Центральная Колумбия